# Frédéric Stilmant
Frédéric Stilmant (Dinant, 1 mei 1979) is een Belgisch voetbaltrainer en voormalig voetballer.

## Spelerscarrière
Stilmant werd opgeleid door Sporting Charleroi en Olympic Charleroi. Bij die laatste club stroomde hij in 1997 door naar het eerste elftal, waarmee hij in Derde klasse speelde. In 2001 pikte reeksgenoot AFC Tubize hem daar op. In zijn tweede seizoen bij de club werd Stilmant kampioen met Tubize, waardoor hij in het seizoen 2003/04 in Tweede klasse uitkwam met de club. Tubize eindigde meteen vierde en mocht deelnemen aan de eindronde, die uiteindelijk gewonnen werd door KV Oostende. Stilmant mocht zich echter tóch opmaken voor Eerste klasse: na afloop van het seizoen maakte hij de overstap naar Oostende.
Bij de kustploeg veroverde Stilmant meteen een basisplaats. Toch trok hij tijdens de winterstop al terug naar Tubize, waar hij anderhalf jaar speelde. Stilmant, die bij de Brabanders kapitein werd, trok in de zomer van 2006 naar OH Leuven. Zijn passage in Leuven bleef beperkt tot één seizoen: in 2007 verleidde Olympic Charleroi hem om terug te keren naar zijn roots. Stilmant bleef vervolgens voetballen in Henegouwen.

## Trainerscarrière
Stilmant werd in 2012 speler-trainer bij Heppignies-Lambusart. In 2013 werd hij trainer van eersteprovincialer Châtelet-Farciennes SC, waarmee hij in zijn eerste seizoen meteen promoveerde naar Vierde klasse. Na twee seizoenen in Vierde klasse promoveerde Châtelet opnieuw onder Stilmant, ditmaal naar Tweede klasse amateurs. In deze reeks werd Châtelet meteen kampioen, waarop het naar Eerste klasse amateurs mocht. Châtelet bleef echter het hele seizoen in de degradatiezone hangen, waarop de club Stilmant op 29 maart 2018 na bijna vijf jaar aan de deur zette. Stilmant werd opgevolgd door Alex Czerniatynski, die de club wist te behoeden voor de degradatie.
Op 9 april 2018 raakte bekend dat Stilmant in het seizoen 2018/19 de nieuwe trainer zou worden van RUS Rebecquoise. Stilmant leidde de club naar een vijfde plaats in Tweede klasse amateurs. Na één seizoen stapte hij over naar RWDM, waar hij de assistent werd van hoofdtrainer Frederik Vanderbiest. Toen Vanderbiest in januari 2020 de club verliet om terug te keren naar KV Mechelen, werd Stilmant aangesteld als hoofdtrainer van RWDM. In de zes wedstrijden die Stilmant dat seizoen nog coachte – in maart 2020 werd de competitie stopgezet vanwege de coronapandemie – bleef RWDM ongeslagen. RWDM eindigde uiteindelijk zesde, maar doordat een aantal clubs geen licentie kregen voor het profvoetbal promoveerde de club naar Eerste klasse B.
Na de promotie naar 1B werd Stilmant, die op dat moment nog niet over een Pro License-diploma beschikte, weer T2 onder Laurent Demol. Toen Demol op 2 december 2020 ontslagen werd depanneerde Stilmant in de competitiewedstrijd tegen KMSK Deinze, waarna hij de assistent werd van Vincent Euvrard. Toen Euvrard in het seizoen 2021/22 wegens ziekte verstek moest geven voor de thuiswedstrijd tegen Waasland-Beveren op de voorlaatste speeldag van de reguliere competitie (toen RWDM zijn ticket voor de barragewedstrijden tegen RFC Seraing al beet had), nam Stilmant de honneurs waar als T1. Stilmant leidde RWDM naar een 2-1-overwinning tegen de Waaslanders, met dank aan twee goals van Kylian Hazard.
In mei 2022, kort nadat RWDM net naast promotie naar de Jupiler Pro League had gegrepen, verlengde Stilmant in navolging van hoofdtrainer Vincent Euvrard en keeperstrainer Thierry Berghmans zijn contract bij de Molenbekenaars. Op de vijfde en zesde speeldag van het seizoen 2022/23 depanneerde hij als hoofdtrainer naar aanleiding van de schorsing van Vincent Euvrard, die hij had opgelopen in het 2-2-gelijkspel tegen de RSCA Futures. Onder zijn leiding boekte RWDM op het veld van KMSK Deinze zijn tweede seizoenszege en speelde het 1-1 gelijk tegen Jong Genk. Op 13 mei 2023 verzekerde RWDM zich van promotie naar de Jupiler Pro League.
Op 24 juli 2023, nauwelijks vijf dagen voordat RWDM tegen KRC Genk zijn eerste competitiewedstrijd in de Jupiler Pro League moest spelen, werd Stilmant samen met Vincent Euvrard, Thierry Berghmans en Jonathan Alves ontslagen. Toen Euvrard begin september 2023 aan de slag ging bij Zulte Waregem, nam hij Stilmant en Alves mee als assistenten. Samen plaatsten ze zich voor de promotie-playoffs, maar daarin slaagden de West-Vlamingen er niet in om een snelle terugkeer naar de Jupiler Pro League te forceren. Daarop trok Euvrard in het tussenseizoen naar FCV Dender EH, dat als vicekampioen wél gepromoveerd was naar de hoogste divisie. Opnieuw nam hij Stilmant mee.